# Gad Tsobari
Gad Tsobari (30. ledna 1944) je bývalý izraelský zápasník, volnostylař. V roce 1972 startoval na olympijských hrách v Mnichově, kde v kategorii do 48 kg vypadl ve druhém kole. 5. září 1972 byl spolu s několika dalšími členy izraelské výpravy zajat teroristickou skupinou Černé září, podařilo se mu však uprchnout.
Jeho synovec, Šahar Zubari, je reprezentantem ve windsurfingu.